# 岩手県立水沢工業高等学校
岩手県立水沢工業高等学校（いわてけんりつ みずさわこうぎょうこうとうがっこう）は、岩手県奥州市水沢に所在する公立の工業高等学校。
略称は「水工（すいこう）」、または工業。同市内にある県立水沢高校の略称（水高）と同じ読みであるため、地元では水沢工業高校を「水工（すいこう）」、水沢高校を「水高（みずこう）」と呼んで区別している。
岩手県立一関工業高等学校と2025年度以降に統合の予定。

## アクセス
- JR東北本線水沢駅より岩手県交通「水岩線」に乗車し、｢水沢工業高校前｣下車。徒歩4分[1]。

## 校訓等
校訓
1 創造  2 敬愛  3 練磨
教育目標
1 学力・技術の向上  2 訓育の徹底  3 健康の増進
生活指針
1 常に最善をつくそう  2 よく考えて行動しよう  3 社会に役立つ人間になろう
教育方針
「明るく生き生きと、活力に満ちた学校、水工」
1 明るい水工生  2 思いやりのある水工生  3 たくましい水工生  4 がんばる水工生  5 進んで学ぶ水工生

## 沿革
- 1968年（昭和43年）4月1日：開校
- 1968年（昭和43年）9月28日：現在地に新築移転
- 1973年（昭和48年）4月1日：工芸科をインテリア科に改称
- 1981年（昭和56年）9月16日：プール完成
- 1995年（平成7年）4月1日：設備システム科を新設
- 2007年（平成19年）4月1日：自動車工学コースを新設